# الدوري التشيلي لكرة القدم 1983
الدوري التشيلي لكرة القدم 1983 (بالإسبانية: Primera División de Chile 1983)‏ هو الموسم 51 من الدوري التشيلي لكرة القدم. كان عدد الأندية المشاركة فيه 22، وفاز فيه كولو-كولو.